# 다우가프필스구

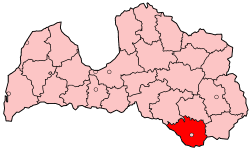
다우가프필스 구의 위치

다우가프필스구(라트비아어: Daugavpils rajons)는 라트비아 남동부에 있던 구로 행정 중심지는 다우가프필스이며 면적은 2,525.5km2, 인구는 39,851명, 인구 밀도는 16명/km2이다. 2개 시와 21개 교구를 관할했으며 2009년에 실시된 행정 구역 개편에 따라 폐지되었다. 예캅필스 구와 프레일리 구, 크라슬라바 구와 인접해 있었으며 리투아니아, 벨라루스와 국경을 접하고 있었다.